# Kazanskaja (Kraj Krasnodarski)
Kazanskaja (ros. Казанская) – stanica w Rosji, w Kraju Krasnodarskim.
Według danych z 2002 miejscowość zamieszkują głównie Rosjanie (70,9%) i Ormianie (25,1%).